# 三巴旺流浪足球會
三巴旺流浪足球會 (Sembawang Rangers Football Club)，是新加坡一支位于义顺卡迪地区的球队，俱乐部也被他们的支持者称之为“牡马”（Stallions）。
在一次联赛大调整之后，三巴旺流浪在2003赛季后退出了新加坡职业足球联赛但继续在新加坡的一些小联赛参赛。

## 联赛战绩
- 2003年－第九名
- 2002年－第六名
- 2001年－第八位
- 2000年－第九位
- 1999年－第八位
- 1998年－第八位
- 1997年－第八位
- 1996年－上半季： 第七名；下半季： 第六名